# Ditró község
Ditró község (románul: Comuna Ditrău) község Hargita megyében, Romániában. Központja Ditró, beosztott falvai Cengellér, Orotva.

## Népessége
A 2011-es népszámlálás adatai alapján a község népessége 5483 fő volt.